# 2002年フランス大統領選挙
2002年フランス大統領選挙（2002ねんフランスだいとうりょうせんきょ）は、2002年に行われたフランス大統領選挙である。
2000年のフランス共和国憲法国民投票の結果により、今回の大統領選挙は、任期が7年から5年に引き下げられた初めての選挙となった。
4月21日に第一回投票が、5月5日に上位2名による決選投票が行われ、現職のジャック・シラク（共和国連合）が当選した。事前の予測に反し、社会党のリオネル・ジョスパン首相が第一回投票で敗退し、極右政党国民戦線のジャン＝マリー・ルペンが決選投票に進んだことで、フランス国内のみならず全世界の注目を集めた。

## 事前の情勢
フランスでは1995年以降、右派政党共和国連合のシラクが大統領の地位にあったが、1997年の国民議会選挙では左派の諸政党が多数を占め、社会党・緑の党・共産党などによる左派連立政権が発足し、コアビタシオン（保革共存）状態となっていた。
大統領選挙前にはシラクとジョスパンの2人が有力候補とみなされており、各社の世論調査でもこの2人が高い支持を得ていた。しかし、シラクにはパリ市長時代の汚職疑惑があり、ジョスパンも治安対策が弱腰であると政敵から非難されていた。
ルペンは当初泡沫候補とみられていたが、投票日が近付くにつれ支持率を上げていった。

## 結果

### 第一回投票
2002年4月21日
- 有権者数: 41,194,689
- 投票総数: 29,495,733 （投票率: 71.6%）
- 有効投票数: 28,498,471

過半数を獲得した候補がいなかったため、シラクとルペンの上位2名による決選投票が行われることとなった。
| 位 | 候補者                             | 所属政党                                                                                       | 得票数    | 得票率 |
| -- | ---------------------------------- | ---------------------------------------------------------------------------------------------- | --------- | ------ |
| 1  | ジャック・シラク                   | 共和国連合 (Rassemblement pour la République)                                                  | 5,665,855 | 19.88% |
| 2  | ジャン＝マリー・ルペン             | 国民戦線 (Front national)                                                                      | 4,804,713 | 16.86% |
| 3  | リオネル・ジョスパン               | 社会党 (Parti socialiste)                                                                      | 4,610,113 | 16.18% |
| 4  | フランソワ・バイル                 | フランス民主連合 (Union pour la démocratie française)                                          | 1,949,436 | 6.84%  |
| 5  | アルレット・ラギエ                 | 労働者の闘争 (Lutte ouvrière)                                                                  | 1,630,244 | 5.72%  |
| 6  | ジャン・ピエール・シュヴェーヌマン | 市民運動 (Mouvement des citoyens)                                                              | 1,518,901 | 5.33%  |
| 7  | ノエル・マメール                   | 緑の党 (Les verts)                                                                             | 1,495,901 | 5.25%  |
| 8  | オリヴィエ・ブザンスノ             | 革命的共産主義者同盟 (Ligue communiste révolutionnaire)                                        | 1,210,694 | 4.25%  |
| 9  | ジャン・サン＝ジョス               | 狩猟、釣り、自然、伝統 (Chasse, pêche, nature, traditions)                                     | 1,204,863 | 4.23%  |
| 10 | アラン・マドラン                   | 自由民主党 (Démocratie libérale)                                                               | 1,113,709 | 3.91%  |
| 11 | ロベール・ユー                     | フランス共産党 (Parti communiste français)                                                     | 960,757   | 3.37%  |
| 12 | ブルーノ・メグレ                   | 共和国運動 (Mouvement national républicain)                                                    | 667,123   | 2.34%  |
| 13 | クリスティアーヌ・トービラ         | 左翼急進党 (Parti radical de gauche)                                                           | 660,576   | 2.32%  |
| 14 | コリーヌ・ルパージュ               | 21世紀のための市民性・行動・参加 (Citoyenneté action participation pour le XXIe siècle, CAP21) | 535,911   | 1.88%  |
| 15 | クリスティーヌ・ブータン           | 社会共和フォーラム (Forum des républicains sociaux)                                            | 339,142   | 1.19%  |
| 16 | ダニエル・グリュックスタン         | 労働党 (Parti des travailleurs)                                                                | 132,702   | 0.47%  |

### 決選投票
2002年5月5日
- 有権者数: 41,191,169
- 投票総数: 32,832,295 （投票率: 79.7%）
- 有効投票数: 31,062,988

| 位 | 候補者                | 所属政党   | 得票数     | 得票率 |
| -- | --------------------- | ---------- | ---------- | ------ |
| 1  | ジャック・シラク      | 共和国連合 | 25,537.956 | 82.21% |
| 2  | ジャン=マリー・ルペン | 国民戦線   | 5,525,032  | 17.79% |

## ルペン・ショック

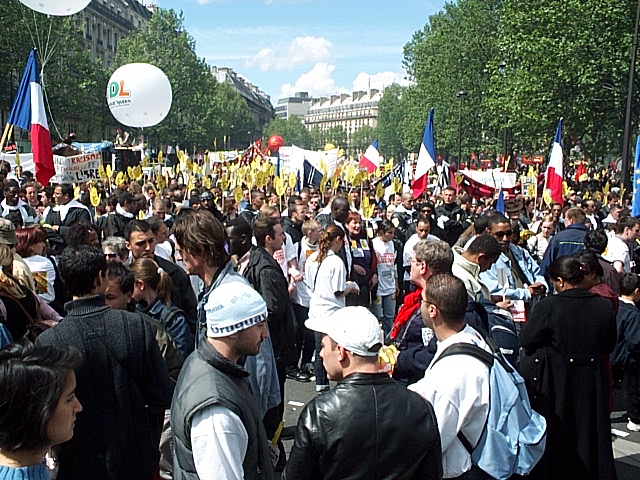
5月1日のデモ（パリ）

ルペンが決選投票に進んだことはフランス社会に留まらず、国際社会に強い衝撃を与えた。敗北したジョスパン首相は直ちに政界引退を発表した。
フランス各地では、ルペン当選阻止を訴える大規模な街頭デモが行われた。デモは第一回投票の結果が判明した4月21日夜に始まり、日を追うごとに参加者は増え続けた。5月1日のメーデーには、フランス全土で130万人、うちパリでは40万人（ともに内務省発表）が反ルペンのデモに参加した。一方同じ日に行われた国民戦線の集会「ジャンヌ・ダルク祭」には2万人のルペン支持者が集まった。

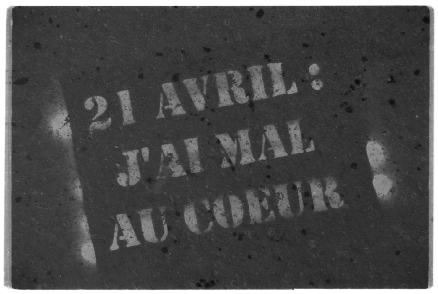
パリの路上の落書き。「4月21日:心が痛む」

左派の支持者にとって、極右のルペンを落選させるためとはいえ、これまで対立していたシラクに投票するというのは苦渋の決断であった。嫌々ながらの投票であることを示すために鼻を洗濯ばさみでつまんで投票しよう、という呼びかけも行われたが、投票所内で自らの投票内容を明らかにすることは禁じられているため、このような行為は厳密には違法である。決選投票直前には「ペテン師に投票せよ、ファシストではなく」(Votez escroc, pas facho)という標語が登場した。

## 分析
選挙後、フランスのマスコミや世論調査機関はルペン躍進の背景についてさまざまな調査・分析を行い、次のような点を指摘した。
- コアビタシオン - 右派の大統領、左派の首相という保革共存体制が続いたため、現政権に不満を持つ層にとってはシラクもジョスパンも批判票の受け皿とはならず、極右と極左に票が流れる結果となった。実際、極左政党の候補の得票も合計すれば10%を超えている。
- 治安対策 - 選挙前には治安の悪化が社会問題となっており、強硬策を主張するルペンが支持を集めた。また選挙戦でシラク陣営が治安対策を争点として取り上げ、ジョスパン首相を弱腰だと非難したことがルペンに有利に働いた。
- 失業対策 - 移民排斥を主張するルペンは、移民に職を奪われたと感じている失業者に支持された。世論調査機関IPSOSによると、失業者のルペン支持率は35%と2位ジョスパンの13%を大きく引き離していた。

とはいえ、ルペンの得票は前回1995年の457万0838票（15.00%、第4位）と比べて大きく増えたわけではない。にもかかわらずルペンが2位につけた要因として、以下のような指摘がある。
- 低投票率 - 第一回投票の投票率71.6%は、第五共和政下では最低である。選挙戦は低調であり、シラクとジョスパンが決選投票に進むと疑わなかった多くの有権者は、決選投票で意志を示せば十分と考えていた。これが強固な組織を持つ政党に有利に働いた。
- 左派の分裂 - 立候補者数は前回の9人から16人に増え、特に左派・環境主義政党から多くの候補が立候補した。これが左派の票を分散させ、ジョスパンの得票を減らした。